# Alojzija Štebi
Alojzija Štebi, född 24 mars 1883, död 9 augusti 1956, var en slovensk kvinnorättsaktivist. 
Hon spelade en ledande roll i kampanjen för kvinnlig rösträtt i sitt land. Hon grundade 1923 Feminist Alliance of the Kingdom of Serbs, Croats and Slovenes. 